# Gömörfalva
Gömörfalva (más néven Harkácssánkfalva, szlovákul Gemerská Ves) község Szlovákiában, a Besztercebányai kerület Nagyrőcei járásában. 1960-ban alakult Harkács és Sánkfalva egyesítésével.

## Fekvése
Tornaljától 8 km-re északnyugatra fekszik, a Turóc-patak két partján.

## Története

### Harkács
Harkácsot 1274-ben „Harkach" alakban említik először. Azon a területen keletkezett, melyet előzőleg V. István király adományozott az otrokocsi váruradalomnak. 1427-ben 10 adózó porta volt a településen. A 16. században lakói elmenekültek a török támadások elől. 1773-ban 14 zsellér lakta.
A 18. század végén Vályi András így ír róla: „HARKÁCS. Magyar falu Gömör Várm. földes Urai a’ Religyiói Kintstár, és Dráskótzy Uraság, lakosai katolikusok, ’s különös szorgalmatosságú kereskedők, fekszik Turótz vize partyánál, Gömör Városától 3/4 órányira, ’s az Uraságnak kastéllyával is diszesittetik: határja három nyomásbéli, legelő, és erdő nélkül szűkölködik, piatza Jolsván két, Rósnyon pedig négy mértföldnyire van."
1828-ban 53 házában 431 lakos élt. Lakói főként mezőgazdaságból éltek.
A 19. század közepén Fényes Elek eképpen írja le: „Harkács, magyar falu, Gömör vmegyében, Lökösháza és Sánkfalva szomszédságában, ut. p. Tornaljától, valamint Pelsőcztől 1 mfd. Nyugoti oldalán a Jolsva felé vivő országut megy, keleti oldalát pedig a Turócz vize mossa. Lakja 519 r. kath., 22 ágostai, kath. templom; 4 3/8 urbéri 19 2/8 majorsági telek, 658 hold erdő. Szántóföldje mindent megterem, rétjeit kétszer kaszálja; a lakosok fazekat készitnek. Diszesiti e falut Draskóczy Sámuel ur kastélya, és csinos gazdasági épületei; van pálinkaháza, s a jászói prépostságnak emeletes háza. Bir továbbá két vendégfogadóval, mellynek egyike Draskóczy uré, másika a prépostságé."
Borovszky monográfiasorozatának Gömör-Kishont vármegyét tárgyaló része szerint: „Harkács, túróczvölgyi magyar kisközség, körjegyzőségi székhely, 61 házzal és 303 róm. kath. vallású lakossal. E község 1427-ben a Sántha család birtoka. 1468-ban a Hős és a Sánkfalvi család kap rá adományt. Későbbi földesurai a jászói prépostság, a Draskóczy és a báró Vay család. A jászói prépostságnak és báró Vay Alojziának a községben csinos úrilakjuk van. A XVIII. század közepén a községben már vaskohó is volt. A róm. kath. templom 1784-ben épült. A községben van posta, távírója és vasúti állomása pedig Tornallya. Ide tartozik Juka puszta is."
1920-ig Gömör-Kishont vármegye Tornaljai járásához tartozott, majd Csehszlovákia része lett. 1938 és 1945 között újra Magyarországhoz tartozott. Termelőszövetkezetét 1952-ben alapították.

### Sánkfalva
Sánkfalvát 1266-ban „Raas" néven említik először, 1294-ben „Sank", 1421-ben „Sankfalua" alakban említik. 1427-ben a Sánkfalvy és Husz családok a község birtokosai. A 15. században Alsó- és Felsősánk néven a jászói premontrei apátság birtoka. A 16. században lakói elmenekültek a török támadások elől és újra be kellett telepíteni. A 18. században a Steinicher és Draskóczy családok birtoka.
A 18. század végén Vályi András így ír róla: „SANKFALVA. Magy. falu Gömör Várm. földes Urai több Urak, lakosai külömbfélék, fekszik Harkácshoz közel, határja közép termésű, juhai, méhei hasznosak."
1828-ban 61 házában 474 lakos élt. Lakói főként mezőgazdaságból éltek.
Fényes Elek 1851-ben kiadott geográfiai szótárában így ír a faluról: „Sánkfalu, helység, Gömör vmegyében, Harkács tőszomszédságában, a Jolsva és Kövi völgyéről lejövő, s itt összevágó országút mentiben a Thurócz vize mellett lapos helyen fekszik. A lakosok száma 458 megy, kik főleg r. kath., és mindnyájan magyarok. A közbirtok áll 12 urbéri, 10 5/8 majorsági telekből, 26 zsellérből és 7 lakóból; 1096 hold erdőből; a Thúrócz vizén van Dráskoczi Sámuel urnak malma. E helységet Dráskoczi Sámuel ur birja, – a lakosok fazekasok, mindamellett mindent megtermő szántóföldjeiket is jól mivelik."
Borovszky monográfiasorozatának Gömör-Kishont vármegyét tárgyaló része szerint: „Sánkfalva, a Túrócz-völgyben fekvő magyar kisközség, 75 házzal és 428 róm. kath. vallású lakossal. Körjegyzőségi székhely. 1421-ben a Hős és a Sánkfalvy család birtoka. Később a jászói prépostság és a Draskóczy család lett a földesura és most is ennek és br. Vay Aloiziának van itt nagyobb birtoka. A községhez tartoznak Bércz, Hőserdő és Perpes puszták, melyek közül Perpes puszta 1384-ben Perpes és Perbesháza néven merül fel. A Hőserdő elnevezés is a Hős család nevét tartja fenn. Sánkfalva katholikus temploma 1784-ben épült. Postája Harkács, távírója és vasúti állomása Tornallya."
1920-ig Gömör-Kishont vármegye Tornaljai járásához tartozott, majd Csehszlovákia része lett. 1938 és 1945 között újra Magyarországhoz tartozott. Termelőszövetkezetét 1952-ben alapították.
Harkácsot és Sánkfalvát 1960-ban egyesítették.

## Népessége
| Év:            | 1994. | 2004.   | 2014.   | 2024.   |
| -------------- | ----- | ------- | ------- | ------- |
| Emberek száma: | 879   | 963     | 962     | 992     |
| Eltérés:       |       | +9,55 % | -0,10 % | +3,11 % |

| Év:            | 2023. | 2024.   |
| -------------- | ----- | ------- |
| Emberek száma: | 987   | 992     |
| Eltérés:       |       | +0,50 % |

1910-ben 368 magyar lakta Harkácsot, Sánkfalvát pedig 353 magyar lakta.
2001-ben 916 lakosából 618 magyar, 175 szlovák és 119 cigány.
2011-ben 952 lakosából 543 magyar, 256 szlovák és 102 cigány.

## Neves személyek
- Harkácson született Nagy Gyula (1849–1924) levéltáros, történész, a Magyar Tudományos Akadémia levelező tagja (1892).

## Nevezetességei
- Műemlék kastélya 1768-ban későbarokk stílusban épült, 1826-ban klasszicista stílusban építették át.
- Másik kastélya 1778-ban épült, a 19. század első felében építették át.
- Római katolikus temploma 1784-ben készült későbarokk stílusban.
- A Palóc Tájházat 2010 novemberében adták át.
- A Túroc néptánccsoportot és a Harkácsi Asszonykórust 2009-ben alapították.[6]

## Képtár

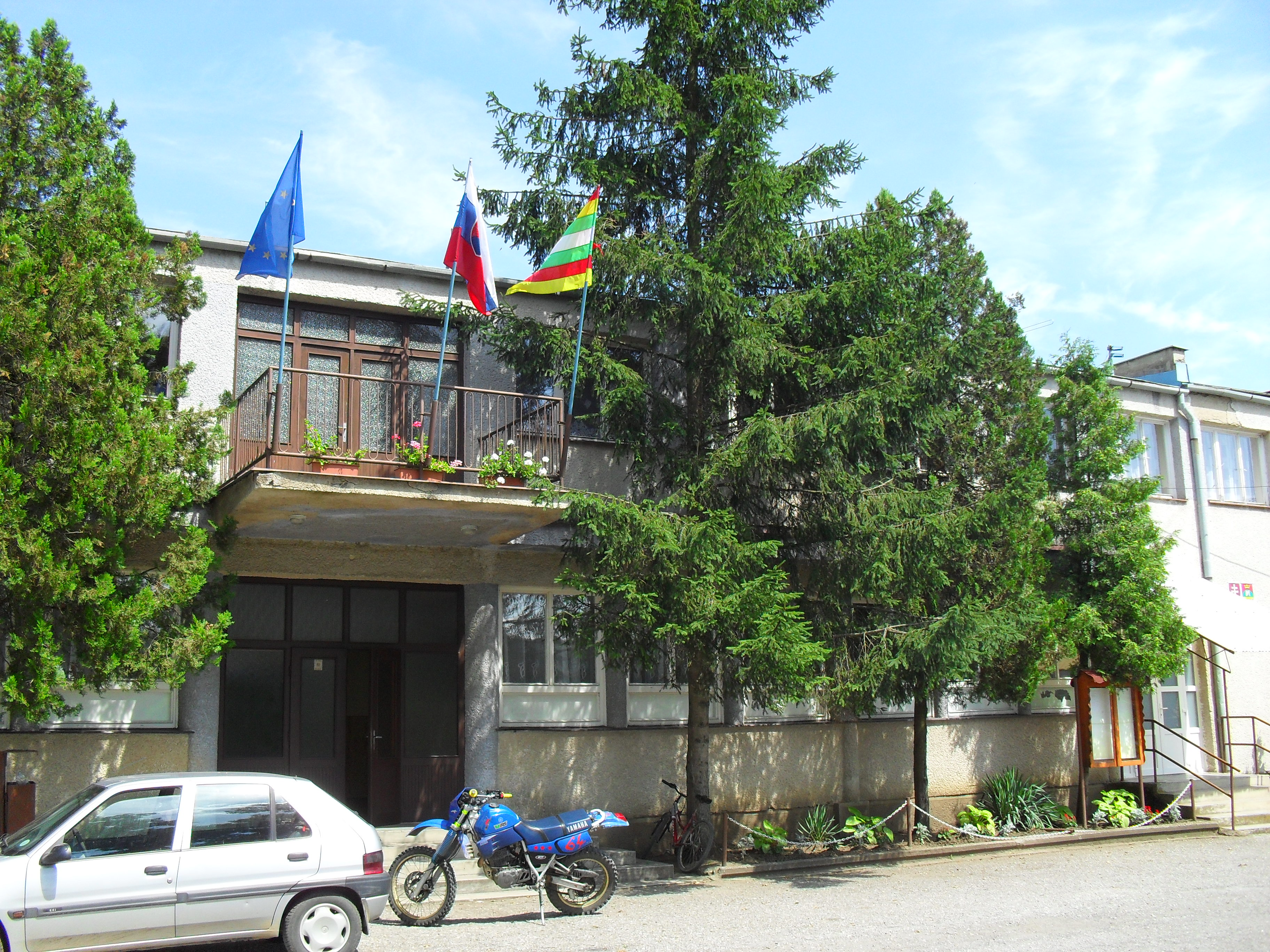
Községi hivatal
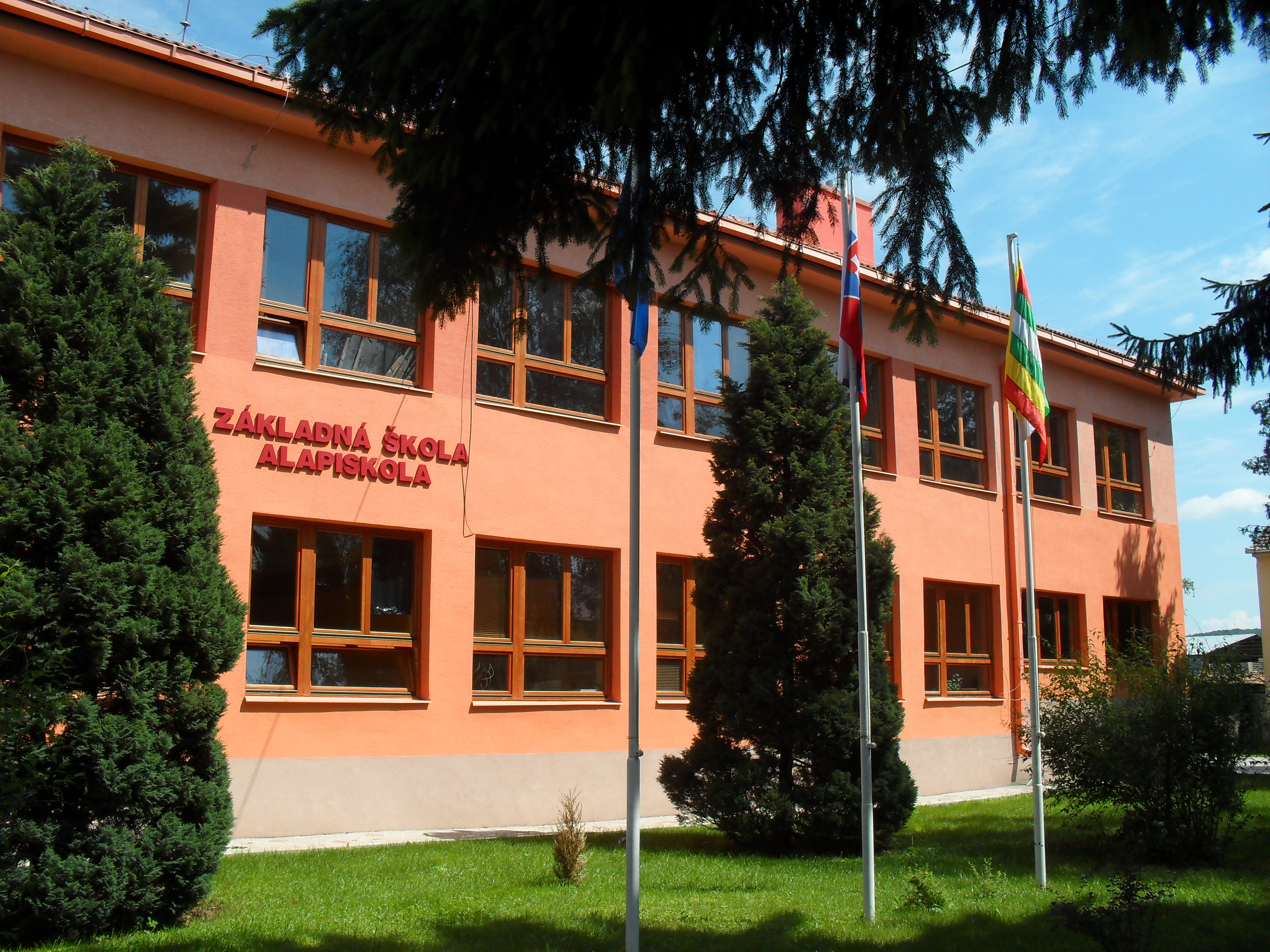
Alapiskola
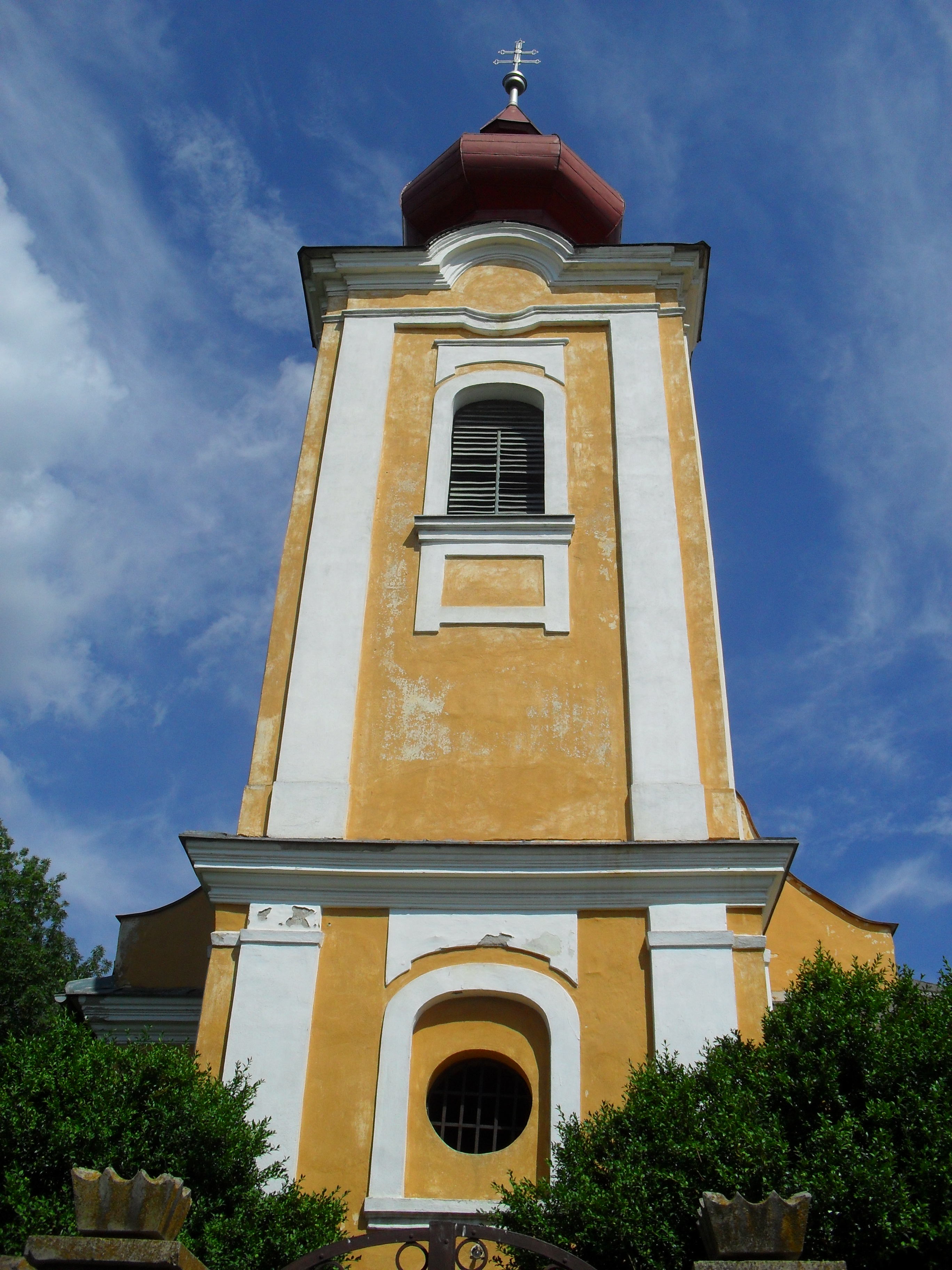
Katolikus templom
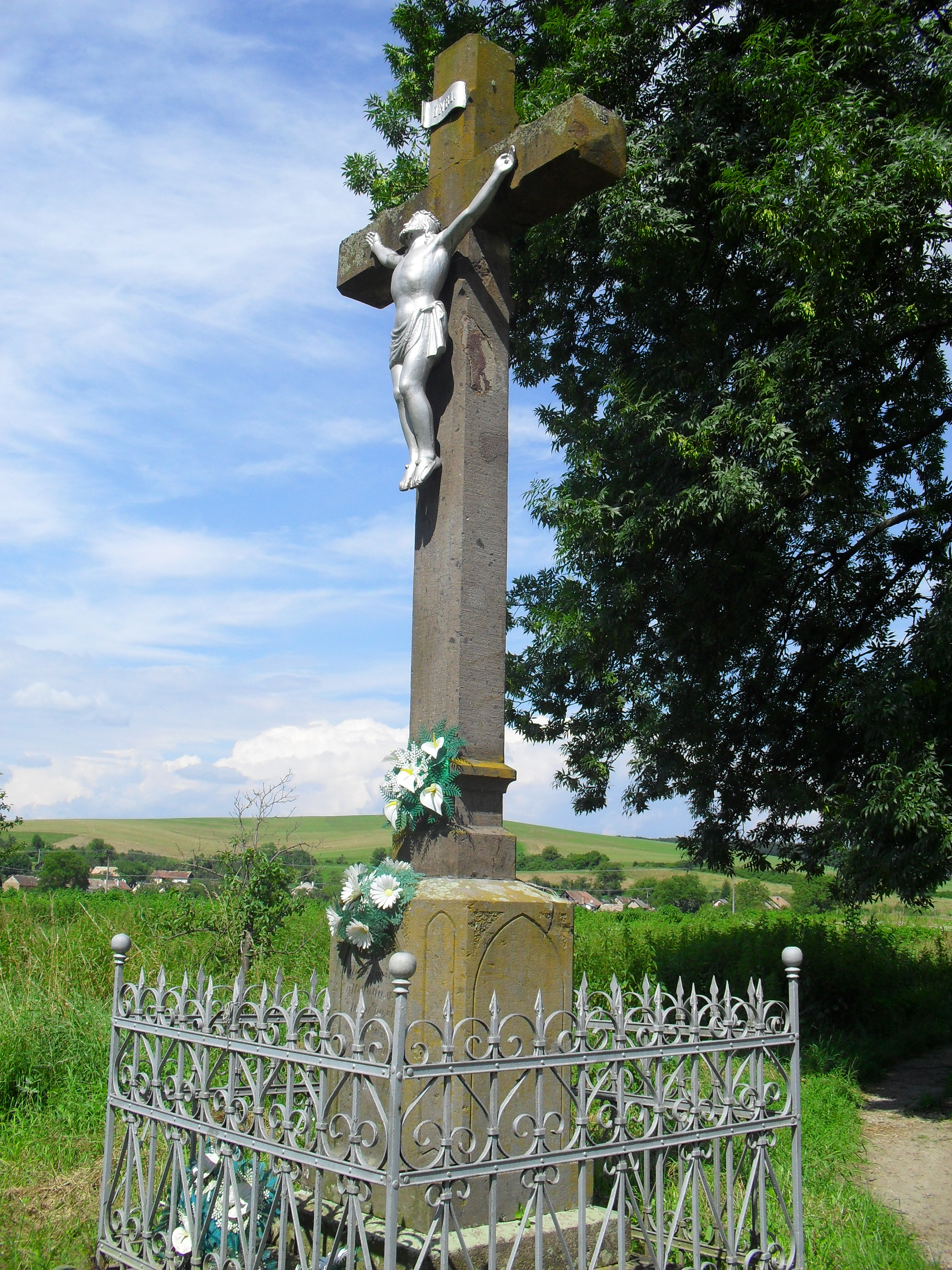
Feszület a katolikus templom előtt
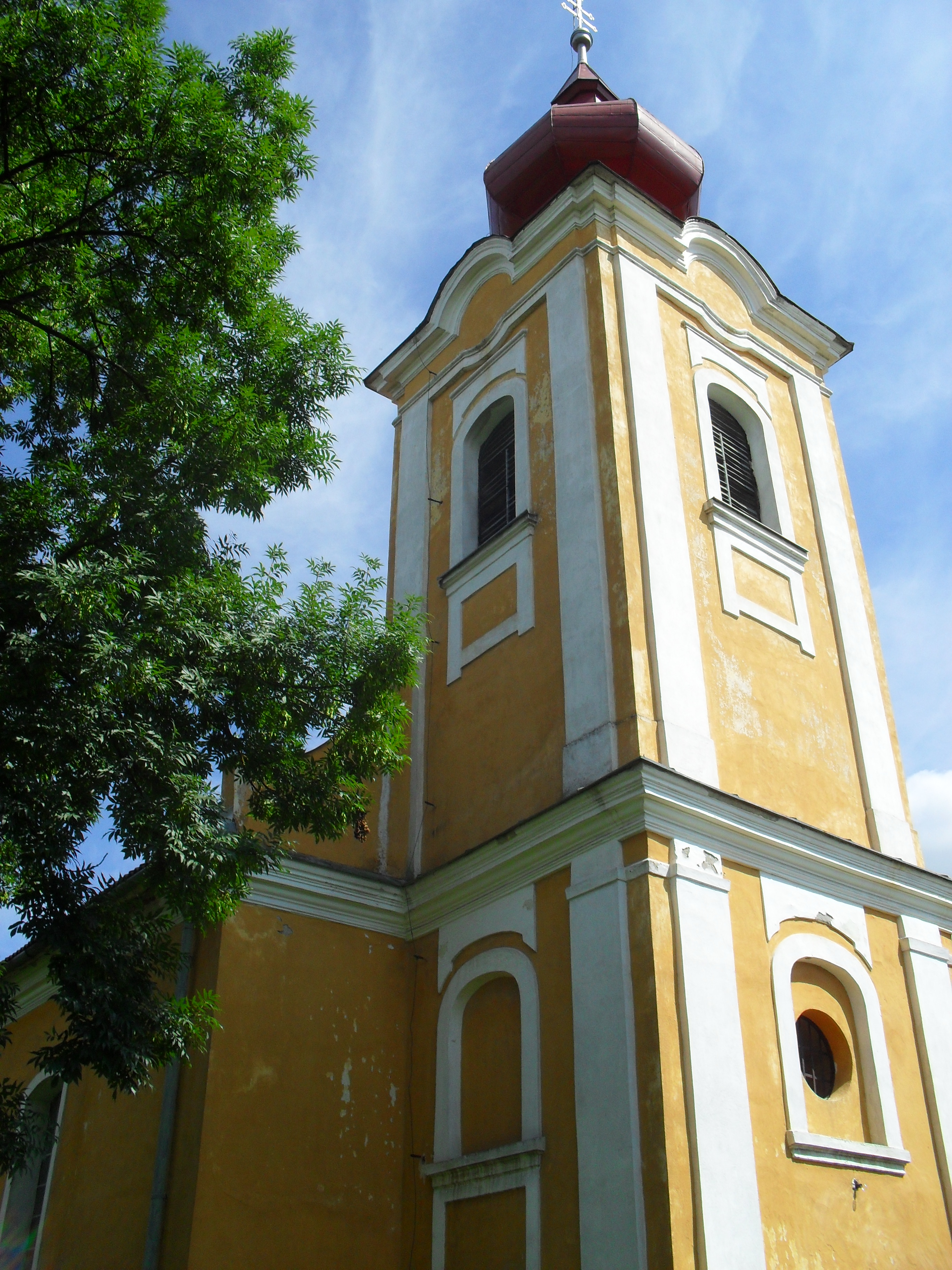
Katolikus templom
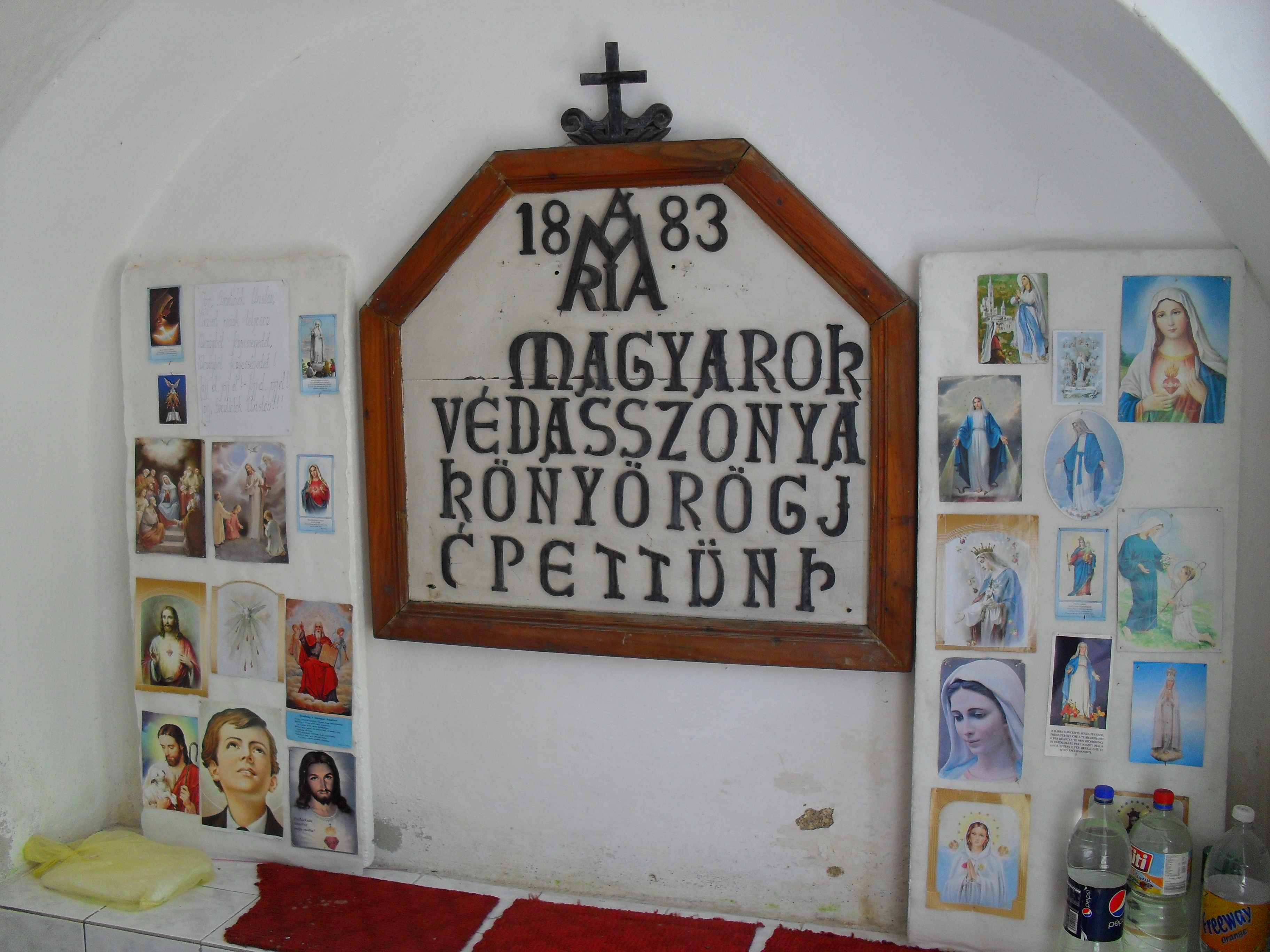
Katolikus templom
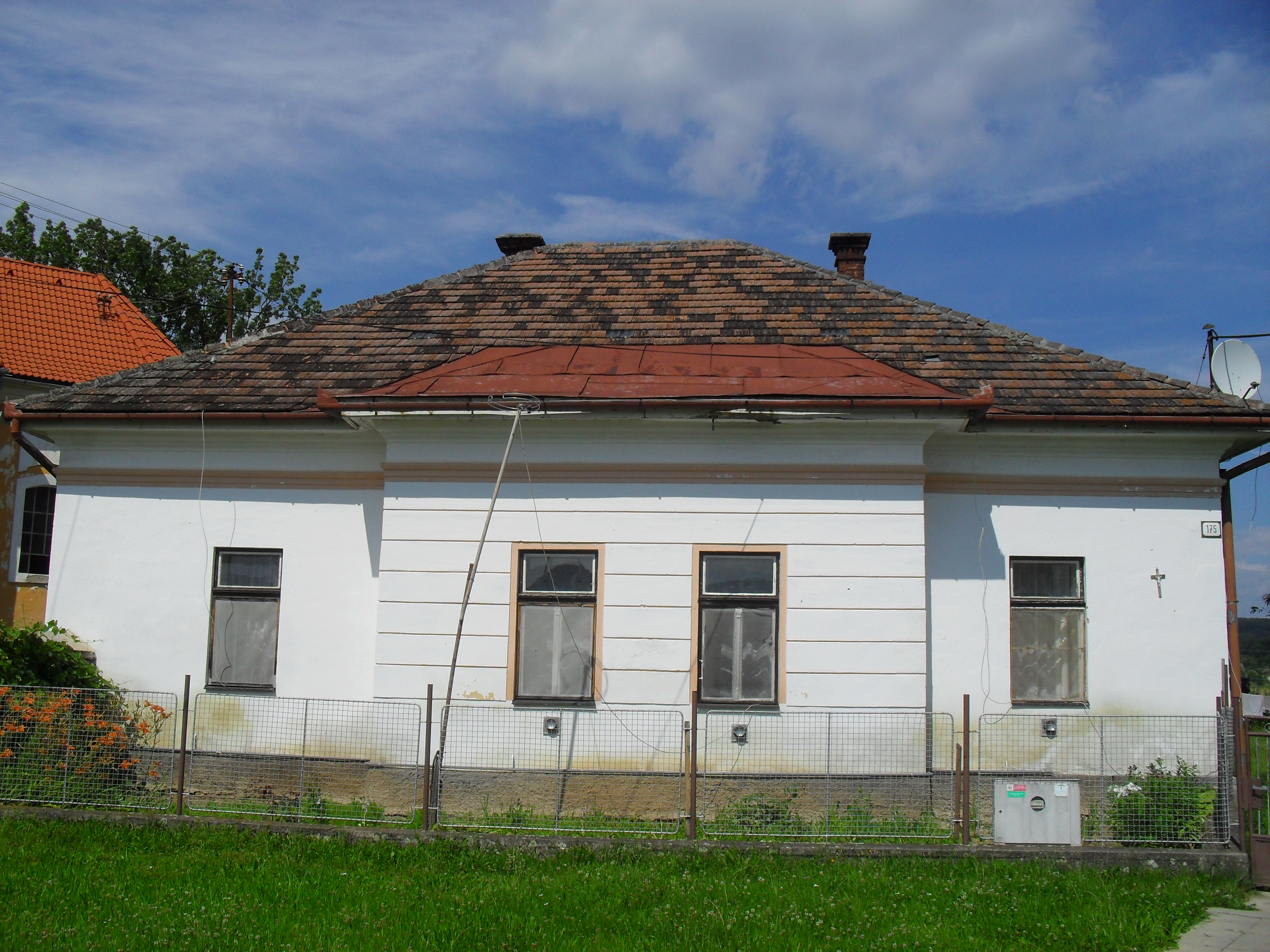
Plébánia
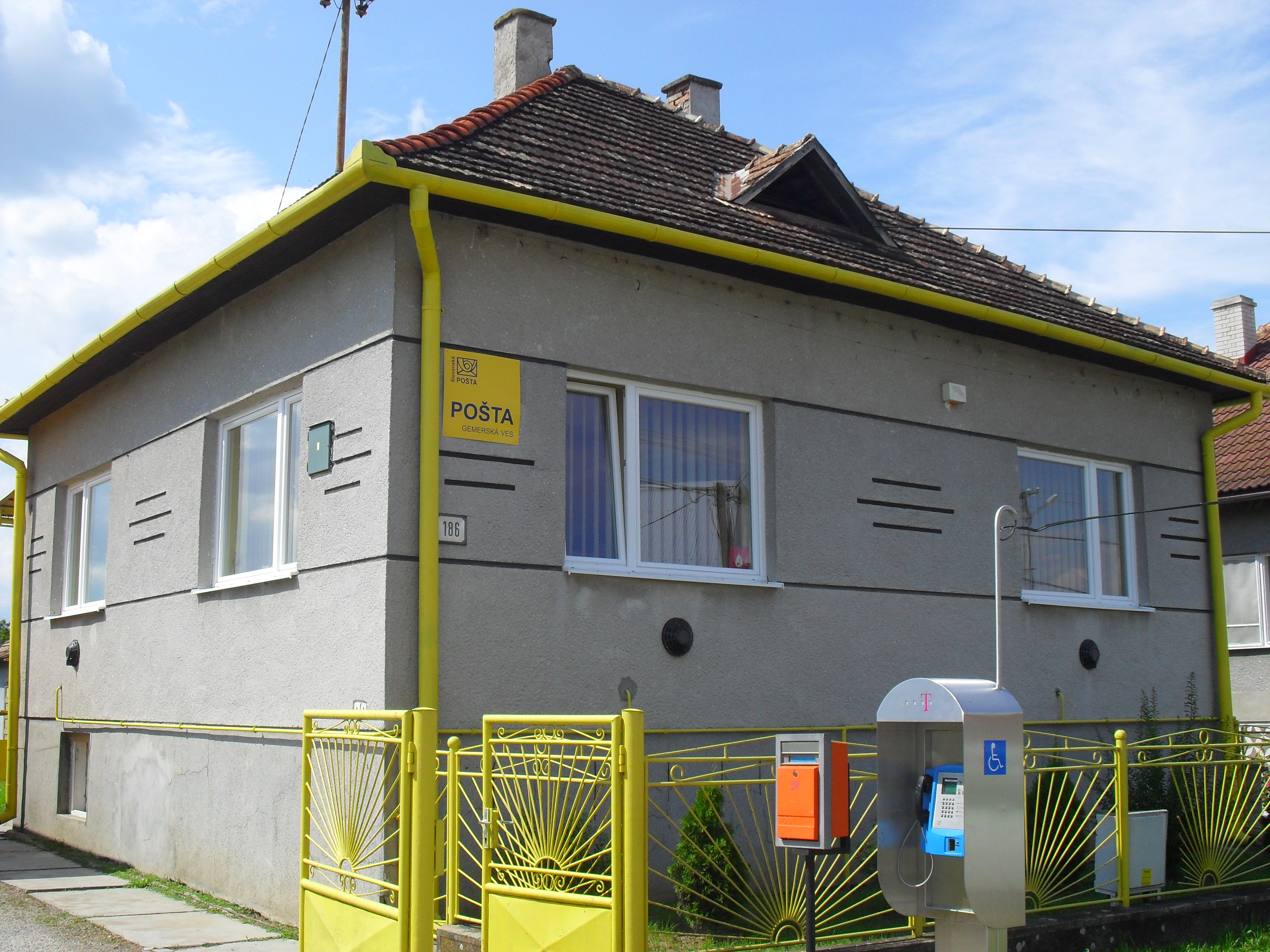
Posta
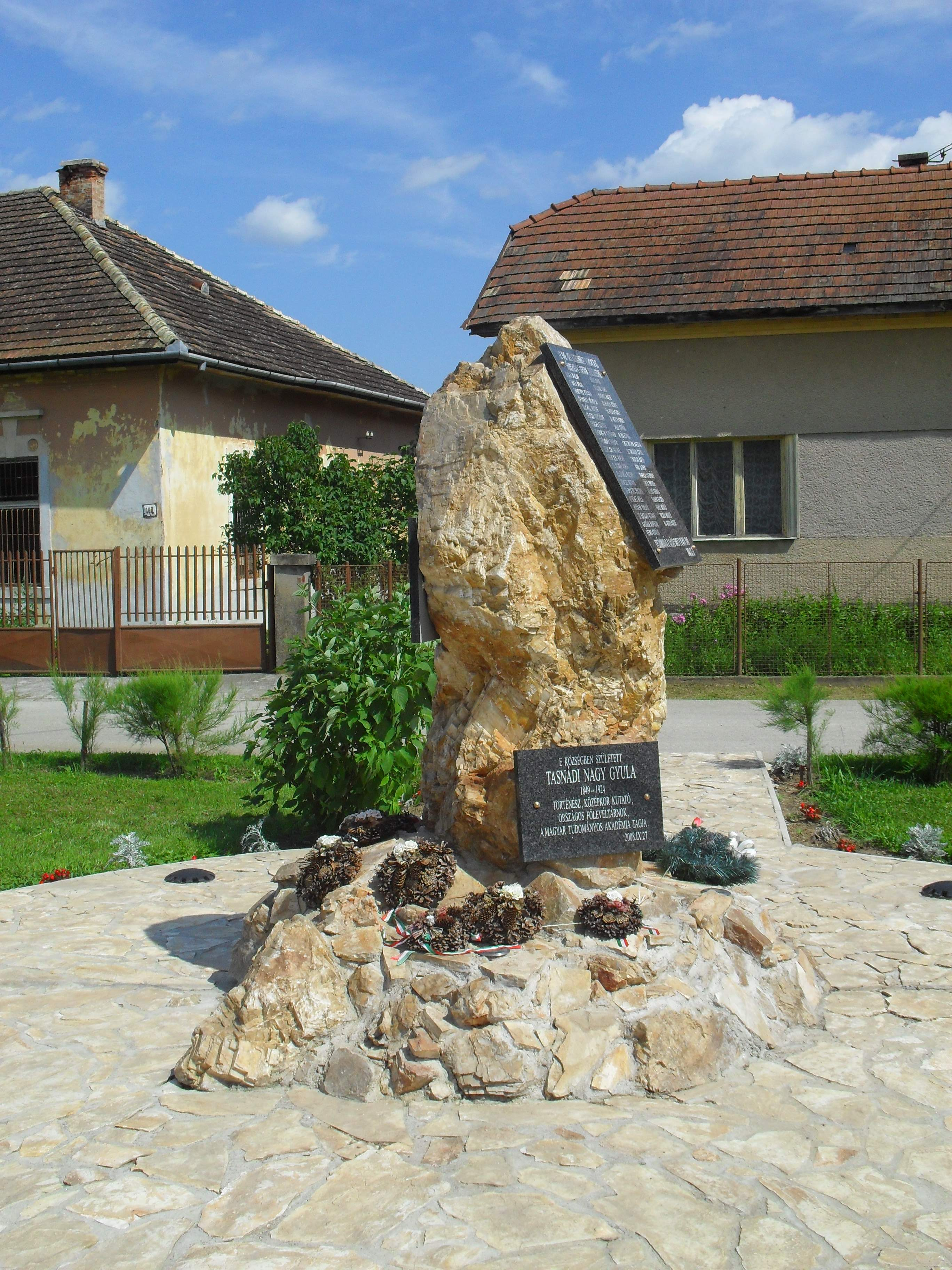
Emlékmű Harkácson
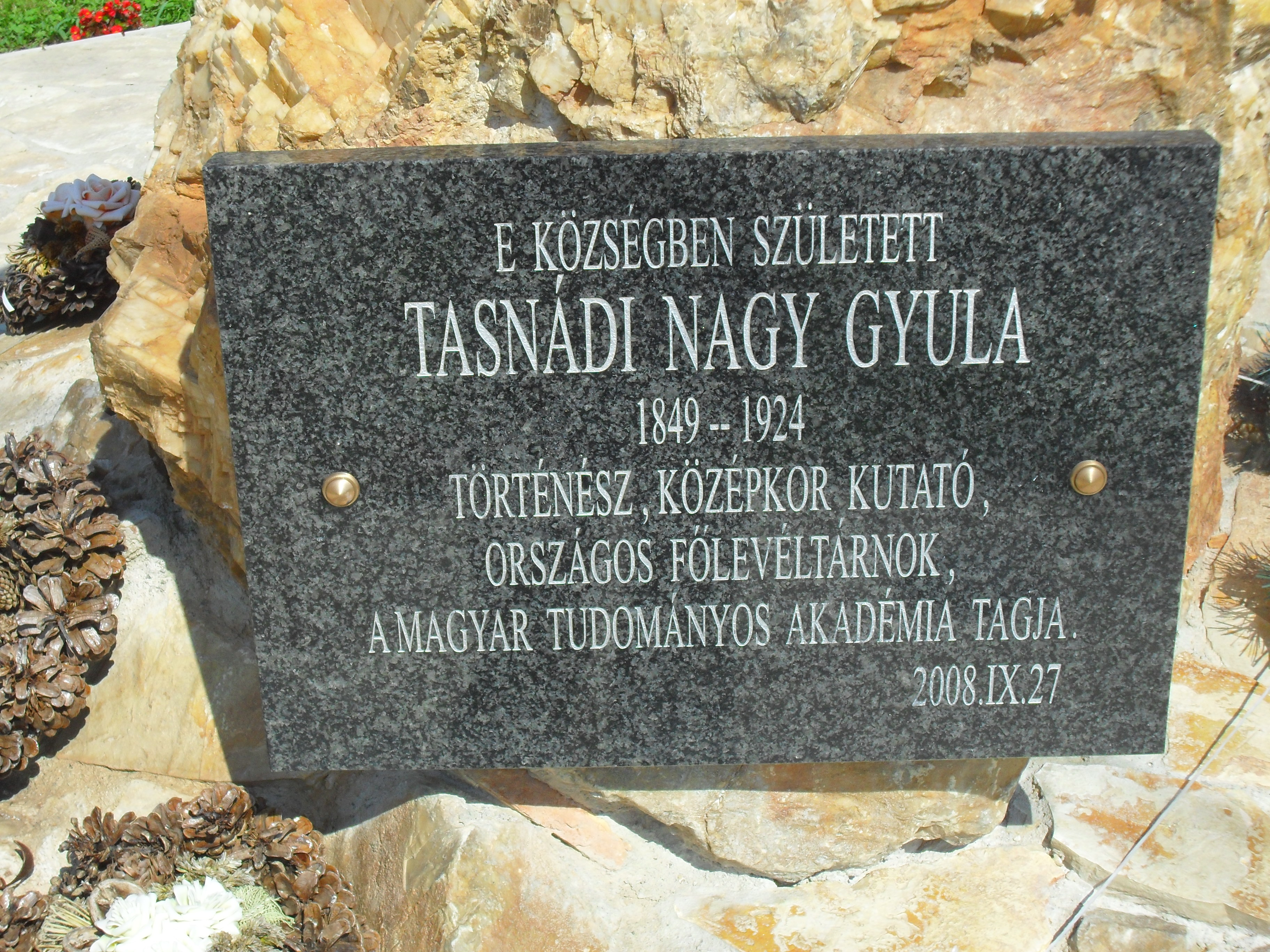
Tasnádi Nagy Gyula emléktáblája
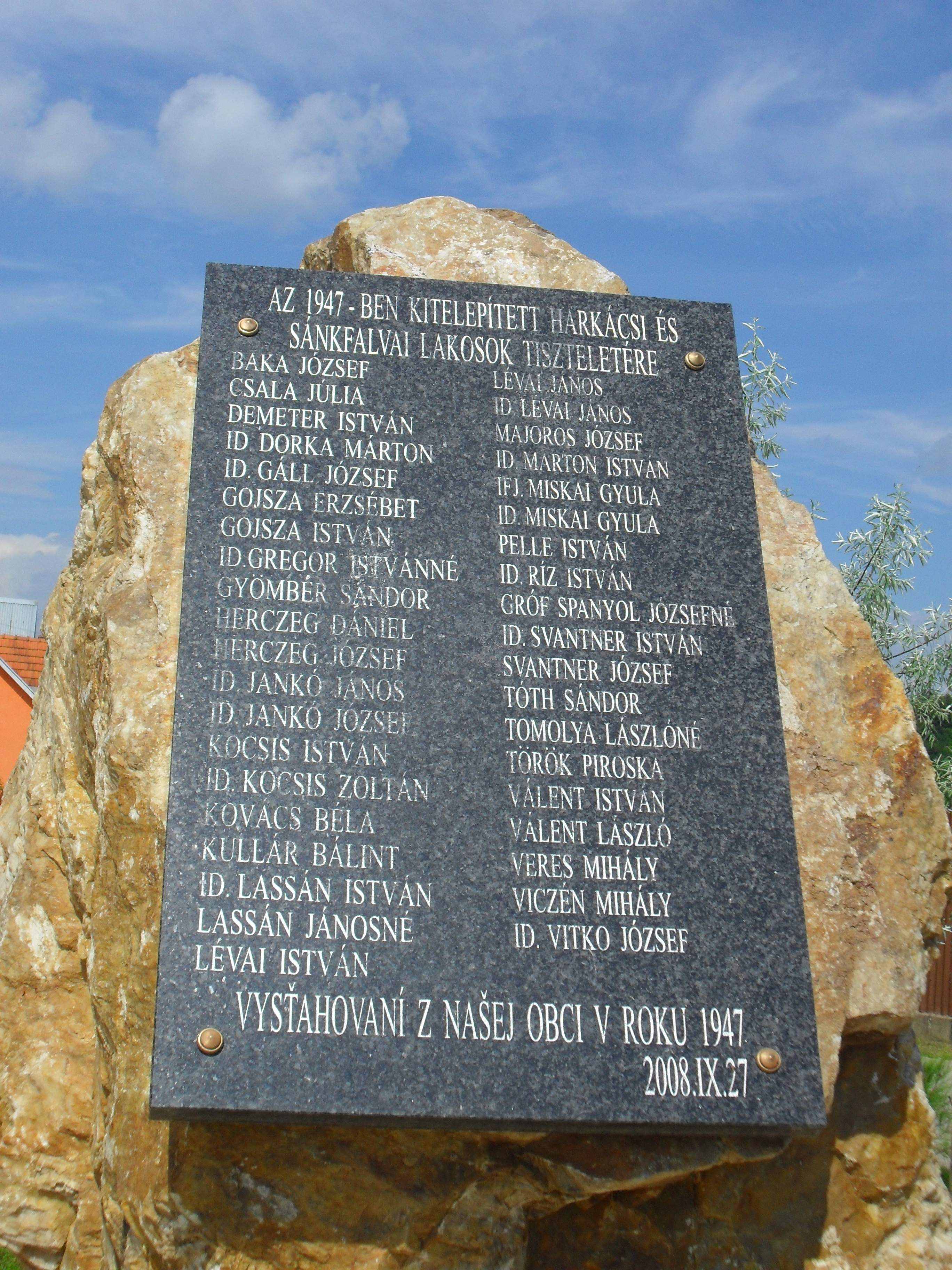
A kitelepítettek emléktáblája
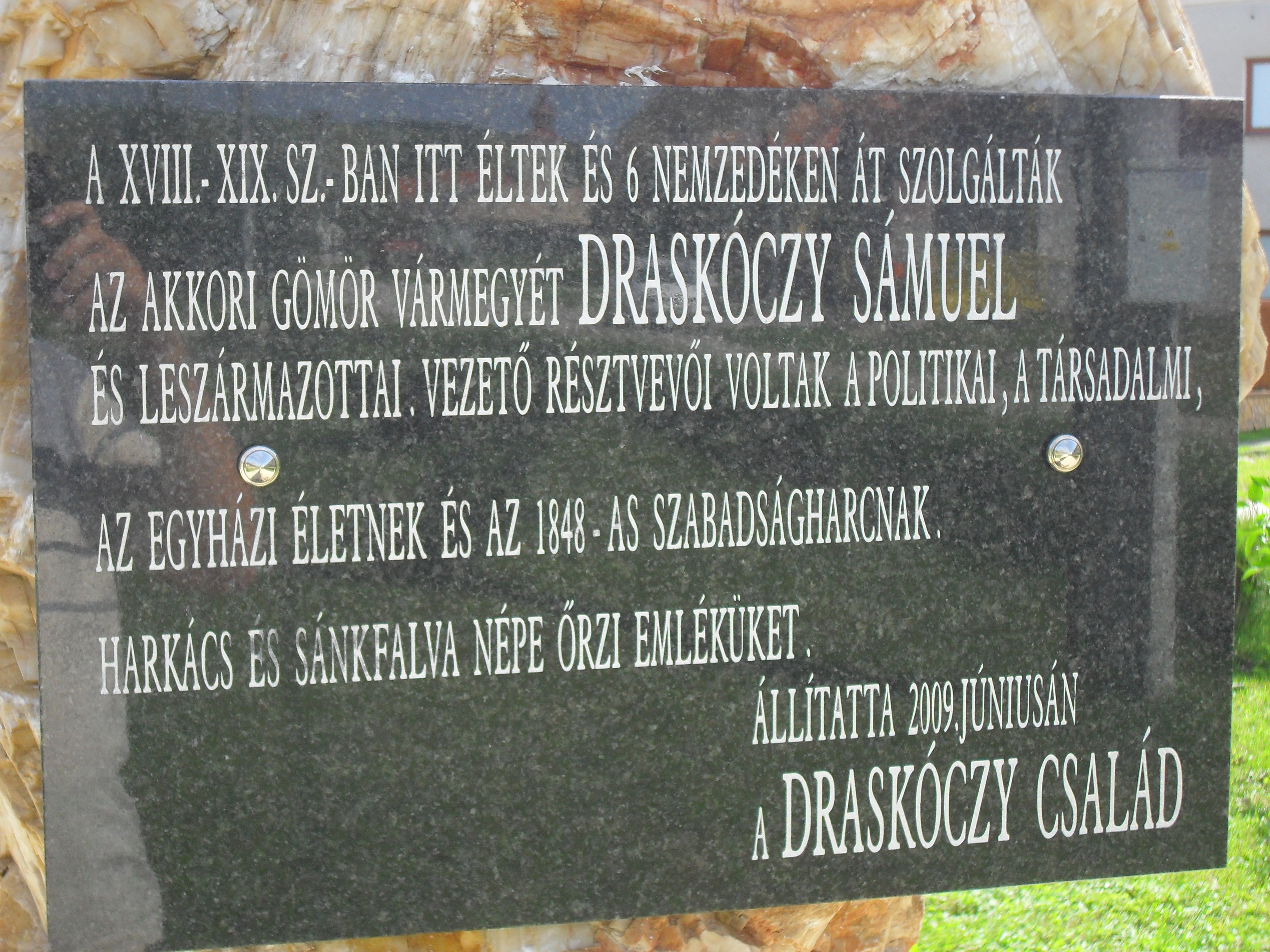
A Draskóczyak emléktáblája
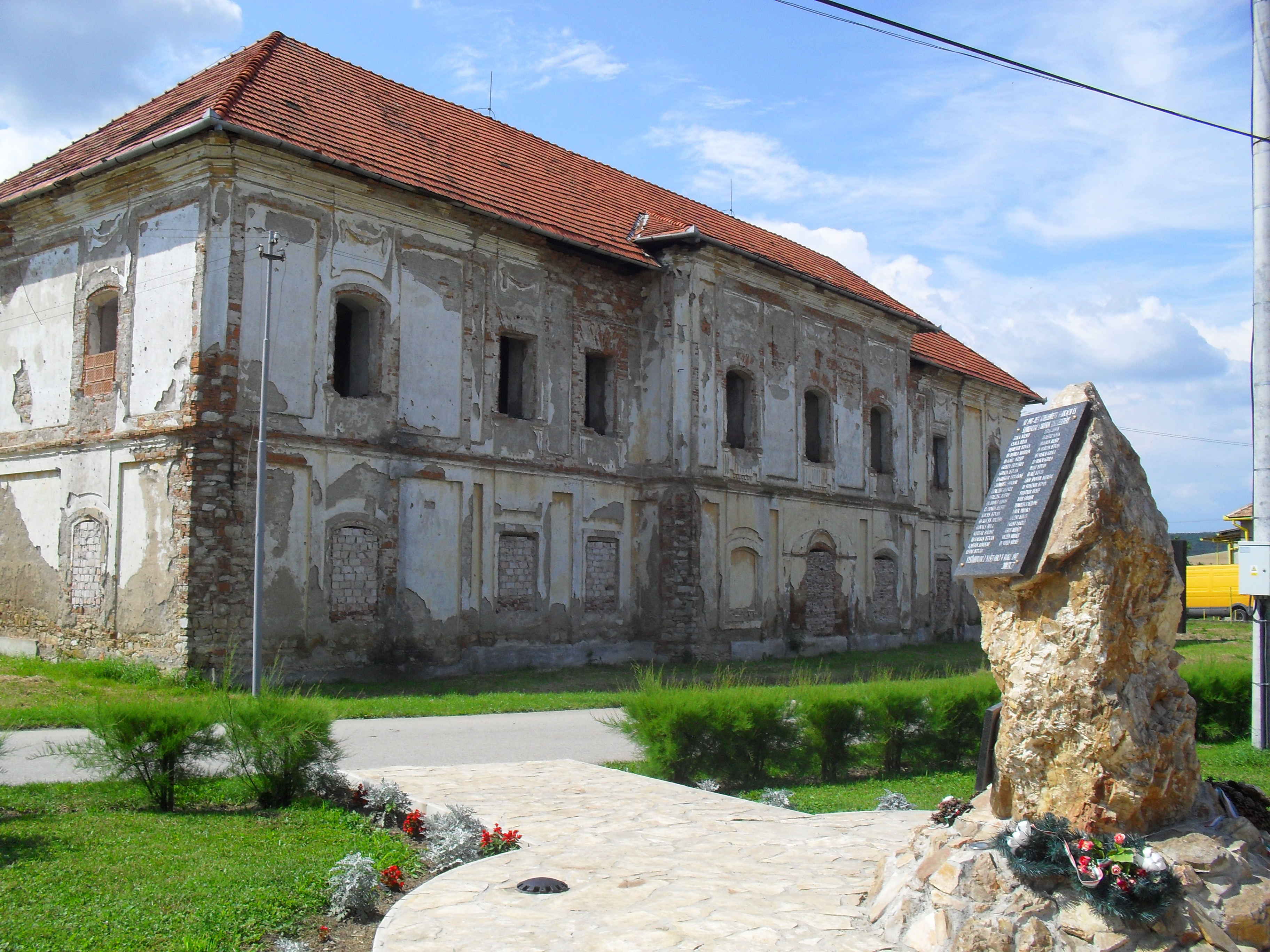
Kastély
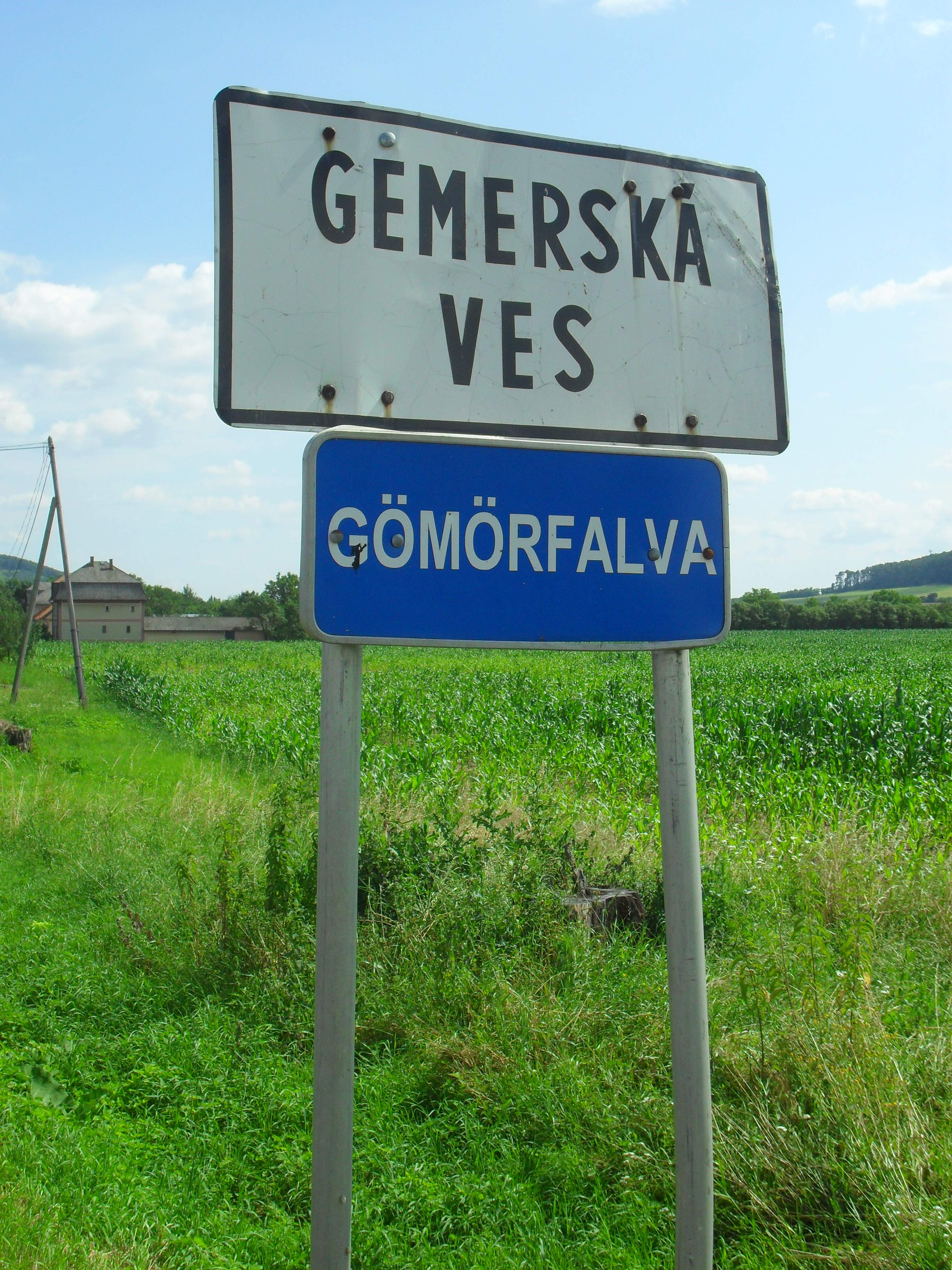
Kétnyelvű helységnévtábla
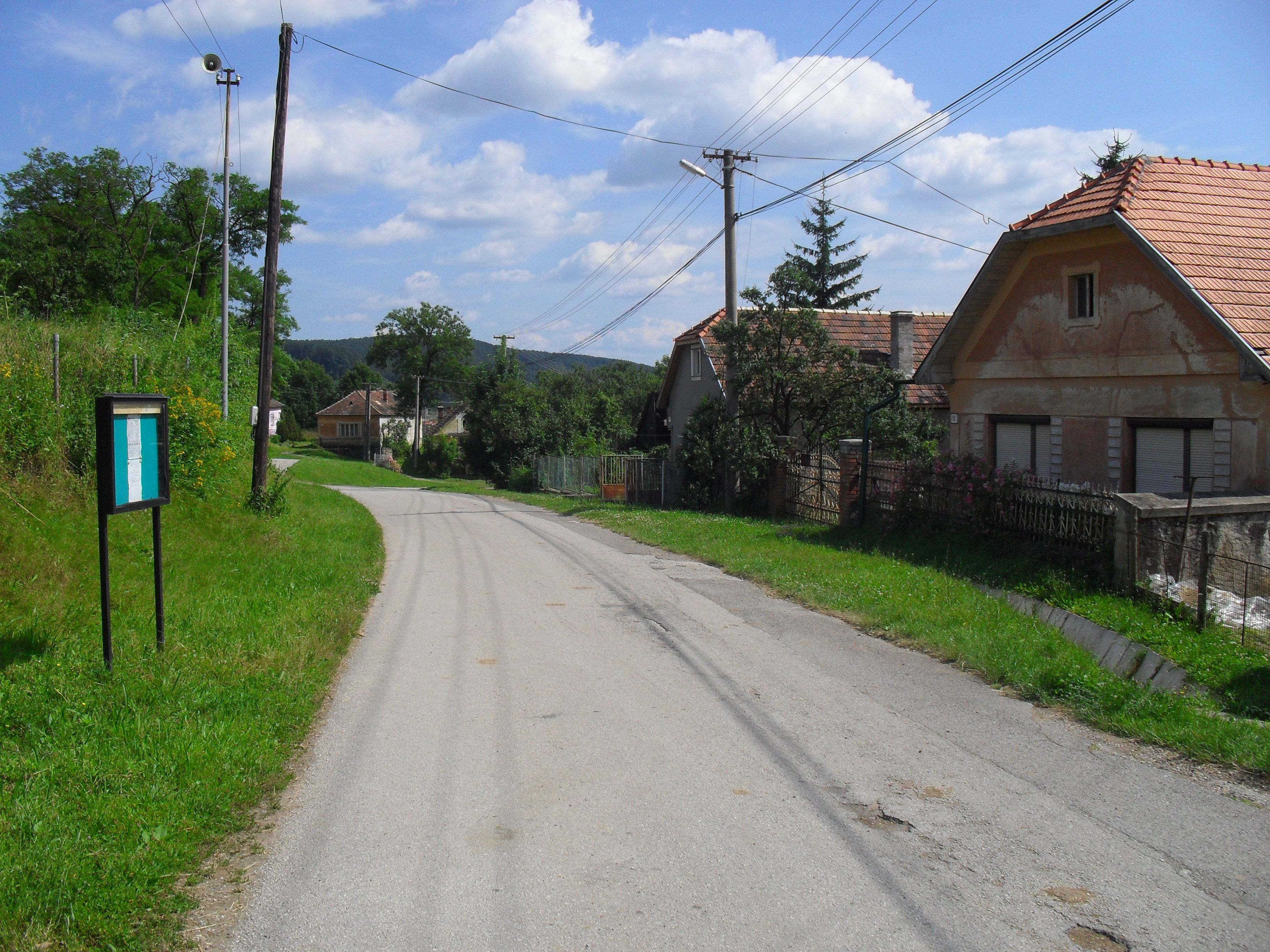
Sánkfalvi utcakép
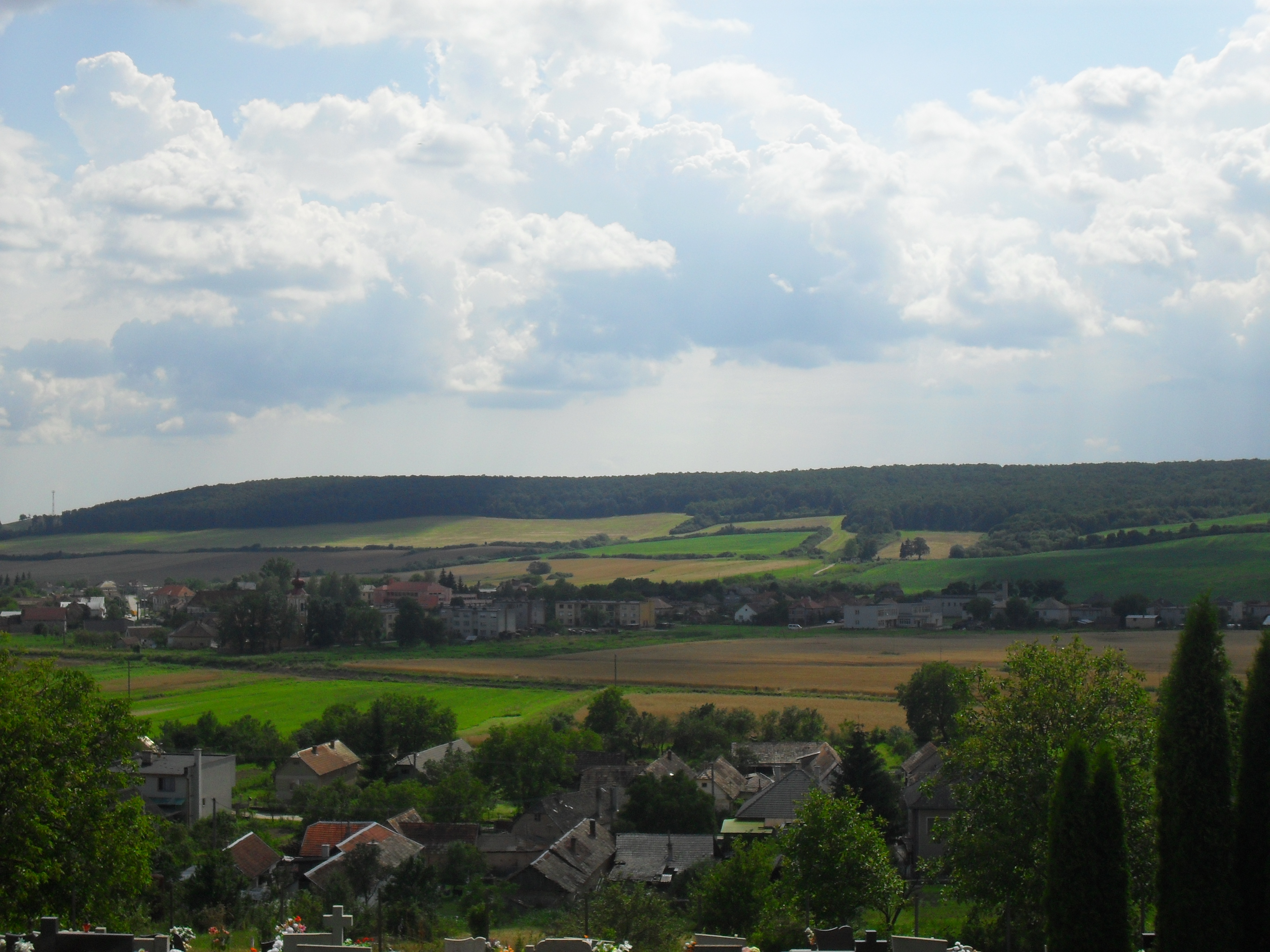
A község látképe (előtérben Sánkfalva, háttérben Harkács)
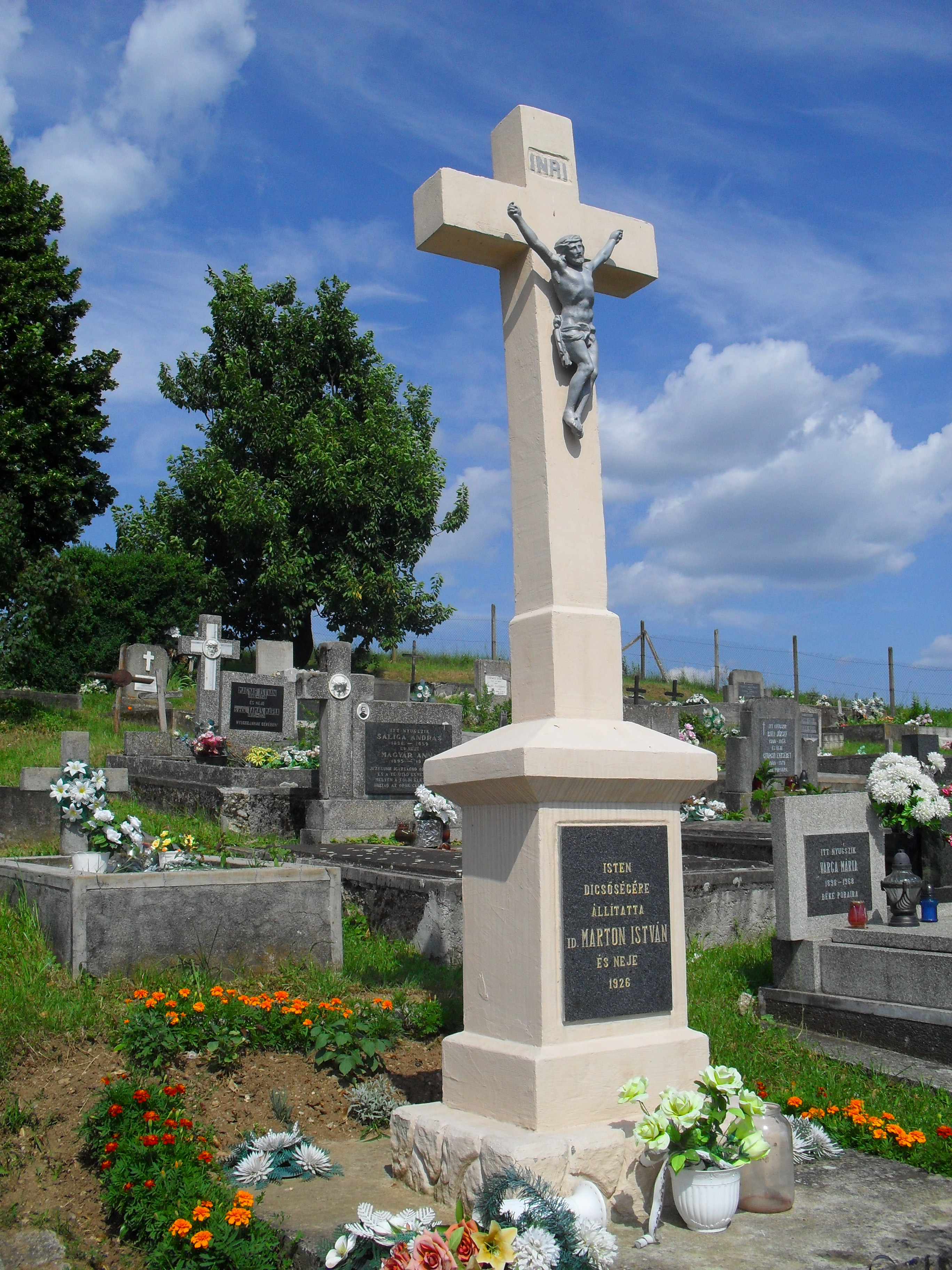
Nagykereszt a sánkfalvi temetőben
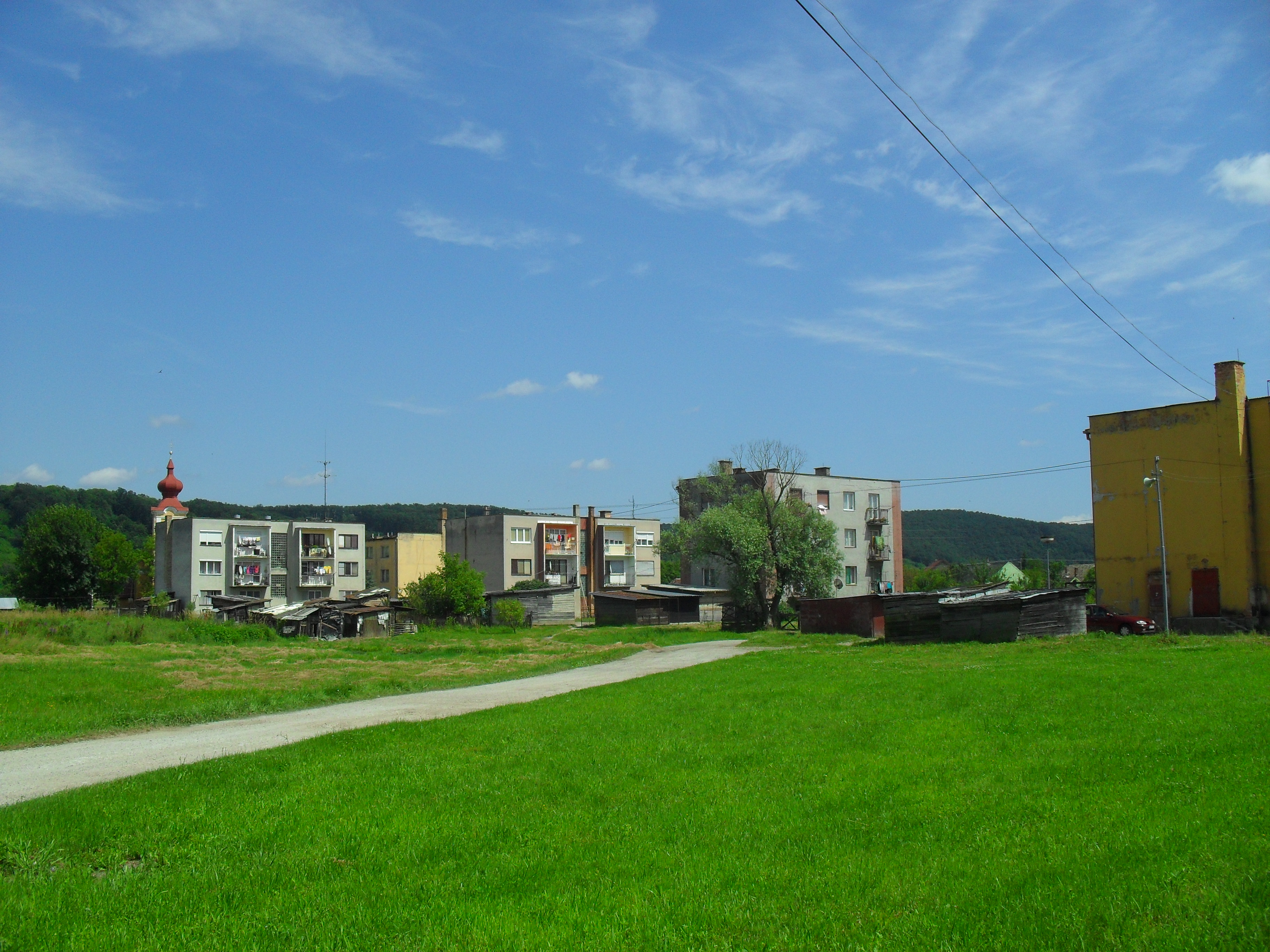
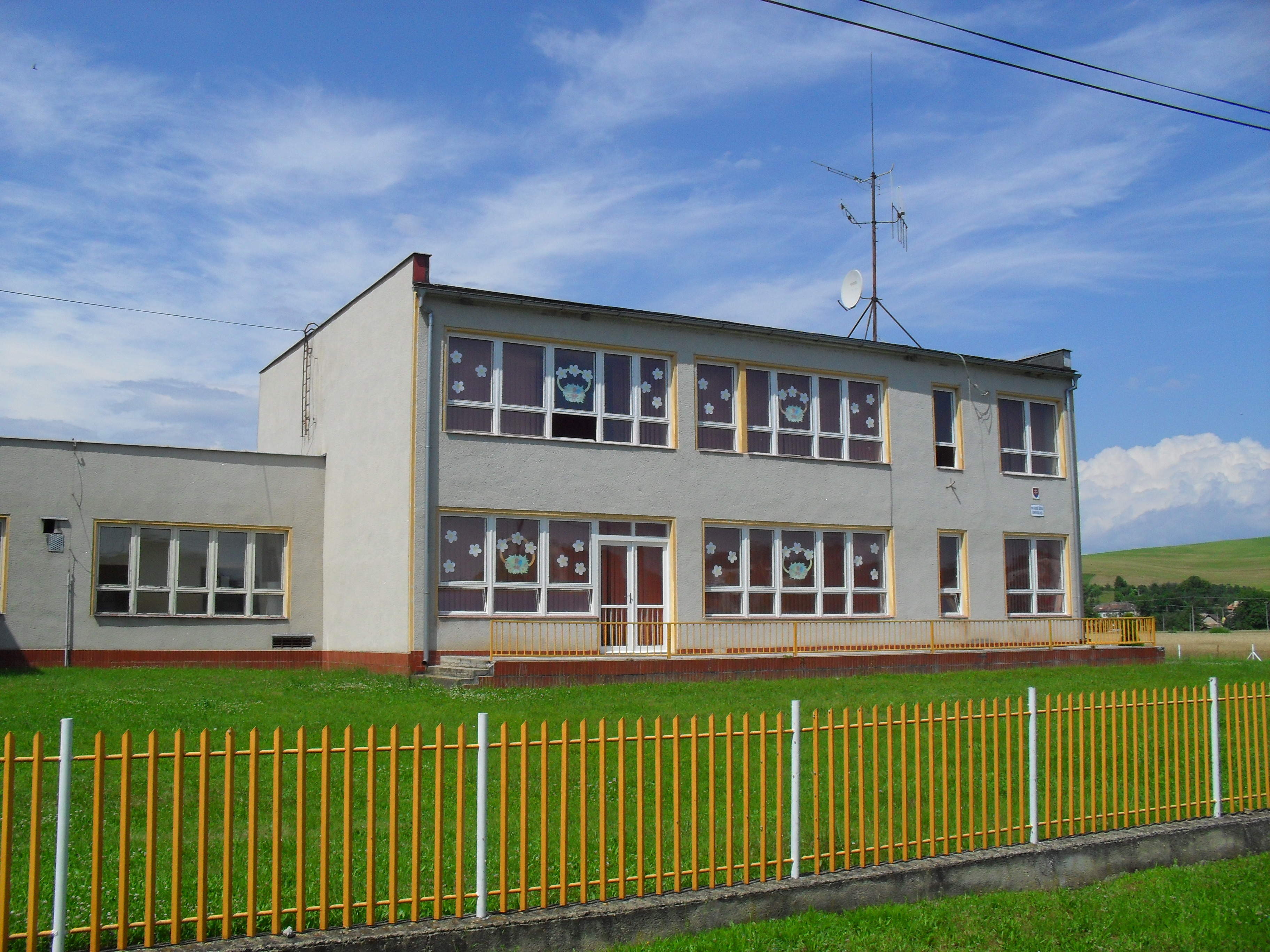
Óvoda
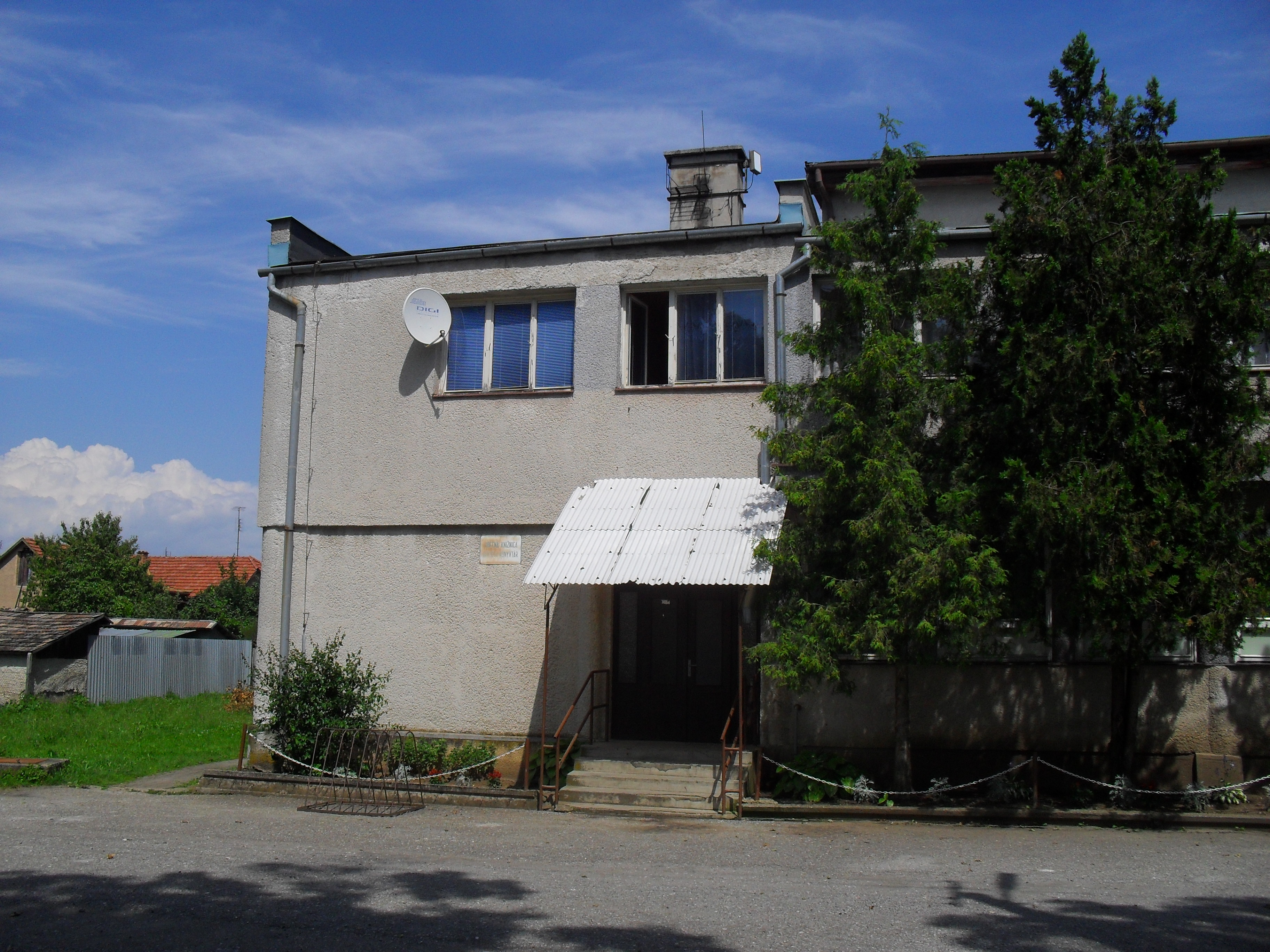
Könyvtár
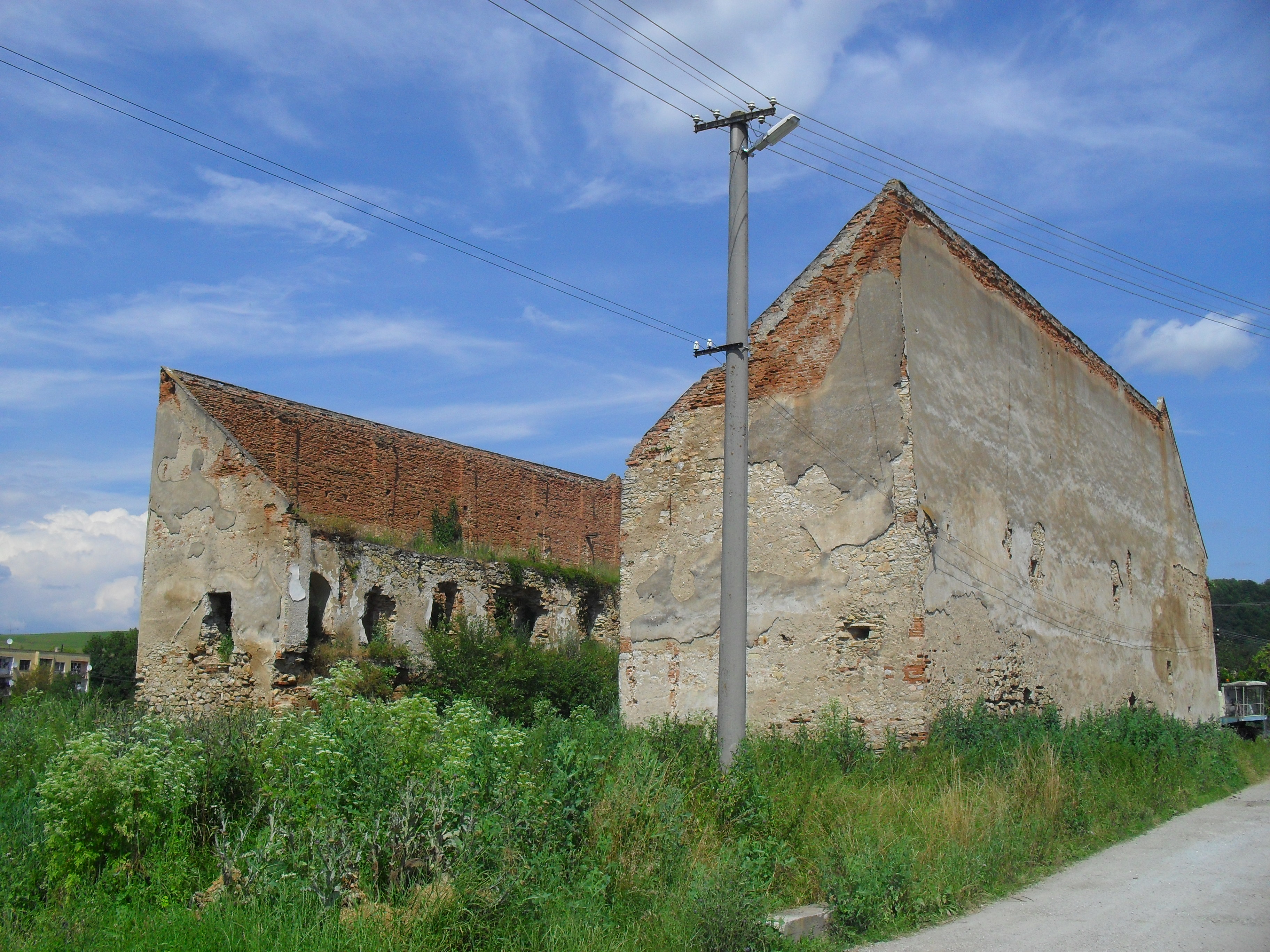
A jászóvári apátság egykori kastélyának romjai

## Lásd még
- Harkács
- Sánkfalva